# Bim chien blanc à l'oreille noire
Pour plus de détails, voir Fiche technique et Distribution.
Bim chien blanc à l'oreille noire (en russe : Белый Бим Чёрное ухо) est un film soviétique réalisé par Stanislav Rostotski, sorti en 1977. Le film fut nommé à l'Oscar du meilleur film en langue étrangère et reçut le premier prix du Festival international du film de Karlovy Vary en 1978. À sa sortie, il a été vu par 23,1 millions de spectateurs et classé comme meilleur film par le journal Sovetski ekran.

## Synopsis
Ivan Ivanovitch, écrivain et chasseur à ses heures, achète le chien de la race setter, Bim. Alors que son maître se retrouve à l'hôpital, l'animal part à sa recherche. Au gré de ses errances le spectateur découvre une palette de personnages, certains attachants, d'autres moins. Bim finit ses jours en fourrière où son maître manque de peu le récupérer.

## Fiche technique
- Titre : Bim chien blanc à l'oreille noire
- Titre original : Белый Бим Чёрное ухо
- Réalisation : Stanislav Rostotski
- Scénario : Stanislav Rostotski d'après le livre de Gavriil Troïepolski
- Musique : Andreï Petrov
- Caméraman : Viatcheslav Choumski
- Décors : Sergueï Serebrennikov
- Pays d'origine : URSS
- Format : Couleurs
- Genre : Film dramatique
- Durée : 182 minutes
- Date de sortie : 15 septembre 1977

## Distribution
- Viatcheslav Tikhonov : Ivan Ivanovitch
- Valentina Vladimirova : voisine
- Mikhaïl Dadyko : Sery
- Ivan Ryjov : Pavel Rydaïev, chef du comité logement
- Irina Chevtchouk : Dacha
- Anatoli Barantsev : Nikolaï Egorytch, vétérinaire
- Vitali Leonov : pêcheur
- Lioubov Sokolova : femme aiguilleur
- Alekseï Tchernov : Trofimytch, garde forestier
- Dmitri Barkov : Dr Alexandre Petrovitch
- Gueorgui Svetlani : assistant vétérinaire
- Vladimir Serguienko : Klim
- Vassili Vorobiov : Tolik
- Rimma Manoukovskaïa : mère de Tolik
- Mikhaïl Zimine : père de Tolik
- Ania Rybnikova : Lucia
- Maria Skvortsova : Stapanovna, grand-mère de Lucia
- Serguei Chevliakov : Aliocha
- Raïssa Riazanova : mère d'Aliocha
- Guennadi Kotchkojarov : père d'Aliocha
- Ivan Jevago : passant au chapeau
- Bronislava Zakharova : infirmière
- Zoïa Tolbouzina : femme de Sery
- Svetlana Kharitonova : Anna Pavlovna, institutrice
- Fiodor Kortchaguine : vendeur de chiots
- Nikolaï Pogodine : chauffeur de bus
- Galina Komarova : Anisia
- Alexeï Mironov : mari d'Anissia
- Andreï Martynov : Andreï Leonidovitch, milicien
- Vladimir Razoumovski : Kostia
- Rodion Aleksandrov : cynologue
- Alexandre Pachoutine : juge à l'exposition canine
- Vitali Ponomariov : passant
- Viatcheslav Tsioupa : étudiant
- Boris Gitine : chauffeur de taxi
- Youri Grigoriev : milicien
- Manefa Sobolevskaïa : voisine
- Valeri Khromouchkine : employé de fourrière